# بارنت، ورمونت
بارنت (به انگلیسی: Barnet) یک منطقهٔ مسکونی در ایالات متحده آمریکا است که در شهرستان کلدونیا، ورمانت واقع شده‌است.
 بارنت ۱۱۲٫۹ کیلومتر مربع مساحت و ۱٬۷۰۸ نفر جمعیت دارد و ۳۳۰ متر بالاتر از سطح دریا واقع شده‌است.

## خواهرخوانده
شهر منطقه بارنت لندن خواهرخواندهٔ بارنت، ورمونت هست.